# محاسبات پارچه‌ای
محاسبات پارچه‌ای یا محاسبات یکپارچه شامل ساختن یک بستر محاسباتی تشکیل شده از گره‌های از درون به هم پیوسته است که از دور به‌طور جمعی مانند یک بافت به نظر می‌رسند.
معمولاً این عبارت به یک سیستم محاسباتی با کارایی بالا شامل همراهی آزادانه ذخیره‌سازی داده، شبکه رایانه‌ای و عملیات رایانش موازی که توسط اتصالات داخلی مرتبط هستند، تخصیص داده می‌شود (مانند اترنت ۱۰ گیگابیتی و اینفینی‌باند) ولی این عبارت به‌طور کلی برای توصیف پلتفرم‌هایی مانند مایکروسافت اژر و رایانش مشبک نیز استفاده شده است (جایی که در آن تم رایج، گره‌های از داخل به هم پیوسته هستند که به عنوان یک واحد منطقی ظاهر می‌شوند)
عناصر اساسی پارچه‌ها عبارت اند از " گره‌ها " (پردازنده(ها)، حافظه و (یا) دستگاه‌های جانبی) و " پیوند‌ها " (اتصالات پایه‌ای بین گره‌ها). در صورتیکه عبارت "پارچه" در رابطه با شبکه ذخیره‌سازی و شبکه رایانه‌ای پارچه ای هم استفاده شده اما معرفی منابع محاسبات یک سیستم محاسباتی " یکپارچه " را ارائه می‌دهد. اصطلاحات دیگر استفاده شده برای توصیف این نوع پارچه‌ها عبارت اند از: " پارچه یکپارچه "، " پارچه مرکز داده" و "پارچه مرکز داده یکپارچه".
ایان فاستر، مدیر مؤسسه محاسباتی در آزمایشگاه ملی آرگون و دانشگاه شیکاگو در سال ۲۰۰۷ پیشنهاد کرد که رایانش مشبک "پارچه‌ها " قرار داده شده تا به "زیربنای معماری آی تی برای ابتکار نسل بعدی تبدیل شود و به عنوان بخش بسیار وسیع تری از بسیاری از سازمان‌ها استفاده شود".
تاریخچه
در حالی که این عبارت از اواسط تا اواخر دهه ۱۹۹۰ در حال استفاده بوده است، با این حال رشد رایانش ابری و تبلیغ مسیحیت سیسکو از مراکز داده پارچه ای یکپارچه و به دنبال آن محاسبات پارچه ای (یک معماری تکاملی مرکز داده که در آن سرورهای تیغه‌ای یکپارچه هستند یا به وسیله یک شبکه رایانه‌ای و زیربنای ذخیره‌سازی پشتیبان، ادغام می‌شوند) که از مارس ۲۰۰۹ علاقمندی خود را به این فناوری افزایش داده است.
واکنش‌های متفاوتی نسبت به معماری سیسکو، به خصوص از سمت رقیبانی که ادعا می‌کنند این سیستم‌های اختصاصی، کمپانی‌های فروش دیگر را تحریم خواهد کرد. تحلیلگران ادعا می‌کنند که این " اه بلند پروازانه جدید" یک "ریسک بزرگ" است؛ زیرا شرکت‌هایی مانند آی‌بی‌ام و هیولت پاکارد که قبلاً با شرکت سیسکو سیستمز در زمینه پروژه‌های مرکز داده (که ۲ تا ۳ میلیارد دلار از درآمد سالانه سیسکو را تشکیل می‌دهد) همکاری داشته‌اند و در حال حاضر در حال رقابت با آنها هستند.
در سال ۲۰۰۷، Wombat Financial Software، اولین پلتفرم تبلیغاتی نرم‌افزار در دسترس که کارایی بالا همراه با تأخیر کم که پیام رسانی بر اساس RDMA را در یک سوئیچ lnfiniband ارائه می‌دهد.

## ویژگی‌های کلیدی
مزیت اصلی پارچه‌ها این است که امکان پردازش همزمان در مقیاس گسترده همراه با یک فضای آدرس عظیم و بهم پیوسته به ما کمک می‌کند تا مشکلات محاسباتی بزرگ را (مانند موارد ارائه شده با استفاده از خدمات رایانش ابری) حل کنیم؛ و همین‌طور این موضوع که هر دوی آنها مقیاس‌پذیر و قابل پیکر بندی به صورت پویا هستند.
چالش‌های این روش شامل یک منحنی عملکرد غیر خطی در حال کم شدن است که در آن افزودن منابع لزوماً به معنای افزایش عملکرد به صورت خطی نیست که این مسئله یک مشکل رایج در رایانش موازی و حفظ امنیت است.

## شرکت‌ها
تا تاریخ ۲۰۱۵ شرکت‌هایی که محاسبات پارچه‌ای را شامل می‌شوند عبارت اند از:
- Avaya
- Brocade
- Cisco
- Dell
- Egenera[۱]
- HPE
- IBM
- Liquid Computing Corporation
- TIBCO
- Unisys
- Xsigo Systems[۲]